# Halictus verticalis
Halictus verticalis är en biart som beskrevs av Blüthgen 1931. Halictus verticalis ingår i släktet bandbin, och familjen vägbin. Inga underarter finns listade i Catalogue of Life.